# Амулет смерті
«Амулет смерті» (нім. Das Amulett des Todes) — західнонімецький трилер.

## Сюжет
Корінна стає єдиним свідком того, як три людини переслідують четвертого прямо перед її будинком. Ранивши його, вони беруть її в заручниці і примушують доглядати за раненим. Їй вдається втекти разом з раненим красунчиком Крісом і доставити його до лікаря. Кріс розповідає Корінні свою історію: він був пілотом і наркокур'єром і одного разу втік від господарів з повною валізою грошей. Закохана Корінна приєднюється до втікача, але бандити йдуть за ними по п'ятах.

## У ролях
- Рутгер Хауер — Кріс
- Вера Чехова — Корінна
- Хорст Франк — Хіммель (глава)
- Вальтер Ріхтер — Артур
- Гюнтер Штолль — Штазі
- Вальтер Зедльмайр — Франц Грендель
- Андреас Манкопф — лікар